# Khu vực chính quyền địa phương
Khu vực chính quyền địa phương (tiếng Anh: Local Government Area, viết tắt: LGA) là một phân cấp hành chính ứng với cấp chính quyền cơ sở ở một số quốc gia trên thế giới. Quy mô và diện tích của một khu vực chính quyền địa phương tùy thuộc vào mỗi nước, nhưng thông thường là một phân vùng của một bang, tỉnh, vùng hành chính hoặc lãnh thổ.
Ngược lại, ở Úc, khu vực chính quyền địa phương lại được dùng phổ biến, đồng nghĩa với một khu tự quản (municipality) ở nhiều quốc gia khác. Chính quyền địa phương trên toàn  nước Úc có chức năng và quyền lực như nhau, nhưng thường được đặt các danh xưng riêng phù hợp với chính sách của từng tiểu bang và mức độ đô thị hóa của vùng địa phương ấy. Chẳng hạn, phần lớn các chính quyền địa phương trong các đô thị lớn trên toàn quốc đều gọi là 'thành phố', trong khi đó, một số khu vực có ít dân hơn trong tiểu bang Tây Úc lại được gọi là 'thị xã' (town), dù nằm trong phạm vi của Vùng đô thị thủ phủ Perth. Đối với vùng nông thôn, nếu các bang Queensland, New South Wales, Victoria và Tây Úc thường gọi là 'quận' (shire), thì tại tiểu bang Nam Úc, những vùng trên lại mang danh 'hội đồng huyện' (district council), và tại bang Tasmania, đó là các 'khu tự quản' (municipality). Để tránh nhầm lẫn với các khu tự quản vùng nông thôn, ngành hành chính Úc đã sử dụng local government area (khu vực chính quyền địa phương) để gọi chung các cấp chính quyền địa phương.
Trong nhiều năm trở lại đây, việc thay đổi cấu trúc ở cấp chính quyền địa phương đã khiến cho nhiều tên gọi mới ra đời, và nhiều tên gọi cũ bị dần quên lãng. Vào thập niên 1990, chính quyền bang Victoria đã thực hiện một loạt cải cách hành chính lớn, sáp nhập nhiều đơn vị dưới thẩm quyền của mình. Theo đó, bang này đã giải thể tất cả các thị xã, nhiều thành phố và huyện nông thôn và các thị trấn (borough). Sau đợt cải cách lớn này, chỉ còn một đơn vị mang danh 'thị trấn' là Queenscliffe. Nhiều 'thành phố nông thôn' (rural city) ra đời, là kết quả từ việc kết hợp từ hai cơ cấu khác nhau: một vùng nông thôn rộng lớn bao quanh một thị xã (town) có mức dân số vừa đủ đạt chuẩn 'thành phố'. Quá trình sắp xếp lại đơn vị hành chính ở các tiểu bang New South Wales và Queensland diễn ra tương tự, nhưng các khu vực mới thành lập lại được gọi là các 'vùng' (area) hay 'khu vực' (region). Chẳng hạn, các địa phương nội thuộc địa giới hành chính của Hội đồng Khu vực Sunshine Coast quản lý trước đây là năm quận (shire) khác nhau.
Tại Gambia và Nigera, khu vực chính quyền địa phương là tên gọi chính thức của các chính quyền cơ sở.

## Danh sách các nước có 'khu vực chính quyền địa phương'
- Úc: Chính quyền địa phương ở Úc
- Gambia: Khu vực chính quyền địa phương tại Gambia
- Nigeria: Khu vực chính quyền địa phương tại Nigeria